# Orsago
Orsago ist eine italienische Gemeinde (comune) mit 3799 Einwohnern (Stand 31. Dezember 2023) in der Provinz Treviso, Region Venetien. Die Gemeinde liegt etwa 32,5 Kilometer nordnordöstlich von Treviso.

## Verkehr
Durch den Ort selbst führt die Strada Statale 13 Pontebbana von Venedig nach Tarvisio. In etwa dazu parallel streift die Autostrada A28 das Gemeindegebiet. Der Bahnhof von Orsago liegt an der Bahnstrecke Venezia–Udine.

## Sonstiges
Bei Orsago (Palù) befand sich ein Sondermunitionslager der NATO (Site Algol).

## Persönlichkeiten
- Giuseppe Rosolen (* 1947), Radrennfahrer
- Claudio Bortolotto (* 1952), Radrennfahrer
- Simone Fraccaro (* 1952), Radrennfahrer